# Diogenes von Apollonia
Diogenes von Apollonia (altgriechisch Διογένης ὁ Ἀπολλωνιάτης Diogénēs ho Apollōniátēs; * ca. 499 v. Chr. in Apollonia Pontike; † ca. 428 v. Chr.) war ein griechischer Philosoph und Arzt. Er wird als Anhänger der ionischen Naturphilosophie zu den Vorsokratikern gezählt.

## Leben
Diogenes wurde in Apollonia am Schwarzen Meer (griechisch Ἀπολλωνία Ποντική Apollōnía Pontikḗ), der heutigen Stadt Sosopol in Bulgarien geboren und verbrachte dort auch den Großteil seines Lebens. Er ist unter anderem bekannt als Anatom der Blutgefäße. Sein Vater, Apollothemis, war ein bekannter Naturphilosoph. Es besteht kein Zweifel, dass er während seines Aufenthaltes in Athen so unbeliebt wurde, dass er zeitweise in Lebensgefahr schwebte.

## Lehre
Diogenes war ein Zeitgenosse des Anaxagoras. Wie der frühere ionische Naturphilosoph Anaximenes hielt Diogenes die Luft für den Grundstoff der Welt, alle Dinge nur für eine unterschiedliche Konzentration der Luft. Schlamm, aus dem alle Lebewesen hervorgehen, ist also beispielsweise stark verdichtete Luft. Während alle Einzeldinge entstehen und vergehen, ist der Urstoff selbst unvergänglich.
Die wichtigste Ähnlichkeit zur Lehre des Anaxagoras ist, dass Diogenes als Auslöser dieser Ver-/Entdichtung den Nous sieht, eine intelligente Kraft, die damit das Universum ordnet und beherrscht und so Denken, Seele und Leben hervorbringt. Wie auch viele andere griechische Philosophen nahm Diogenes eine unendliche Reihe von Welten an.

## Werke
Seine wichtigste Arbeit war eine naturphilosophische Schrift, die später unter dem Titel Περὶ φύσεως („Über die Natur“, lateinisch De natura) zitiert wurde und von der beträchtliche Fragmente erhalten sind, hauptsächlich in Simplikios’ Kommentar zur Physik des Aristoteles. Es ist möglich, dass Diogenes zudem Werke mit den Titeln Gegen die Sophisten und Die Natur des Mannes schrieb. Außerdem spielt Aristophanes in seiner Komödie Die Wolken mit den Aussagen, die er dort Sokrates in den Mund legt, wohl auf Theorien des Diogenes an.

## Textausgaben und Übersetzungen
- Hermann Diels, Walther Kranz: Die Fragmente der Vorsokratiker. Band 2, 17. Auflage, Weidmann, Zürich und Hildesheim 1989, ISBN 3-296-12202-8, S. 51–69
- Laura Gemelli Marciano (Hrsg.): Die Vorsokratiker. Band 3, Artemis & Winkler, Mannheim 2010, ISBN 978-3-538-03502-7, S. 222–299 (griechische Quellentexte mit deutscher Übersetzung, Erläuterungen sowie Einführung zu Leben und Werk)
- André Laks: Diogène d'Apollonie. Edition, traduction et commentaire des fragments et des témoignages. Academia Verlag, Sankt Augustin 2008